# Saint-Illiers-le-Bois
Saint-Illiers-le-Bois ist eine französische Gemeinde mit 448 Einwohnern (Stand 1. Januar 2022) im Département Yvelines in der Île-de-France. Sie gehört zum Kanton Bonnières-sur-Seine im Arrondissement Mantes-la-Jolie. Saint-Illiers-le-Bois ist von den Gemeinden Villiers-en-Désœuvre Nordwesten, im Westen und im Südwesten, Lommoye im Norden, Saint-Illiers-la-Ville im Nordosten, Bréval im Südosten umgeben.

## Bevölkerungsentwicklung
| Jahr      | 1962 | 1968 | 1975 | 1982 | 1990 | 1999 | 2005 | 2014 | 2021 |
| --------- | ---- | ---- | ---- | ---- | ---- | ---- | ---- | ---- | ---- |
| Einwohner | 191  | 156  | 189  | 229  | 297  | 437  | 441  | 444  | 424  |